# Listă de filme britanice din 1937
Aceasta este o listă de filme britanice din 1937:

## Lista
| Titlu                           | Regizor                           | Distribuție                                              | Gen               | Note                                               |
| ------------------------------- | --------------------------------- | -------------------------------------------------------- | ----------------- | -------------------------------------------------- |
| The Academy Decides             | John Baxter                       | April Vivian, Henry Oscar                                | Drama             |                                                    |
| Action for Slander              | Tim Whelan                        | Clive Brook, Ann Todd                                    | Drama             |                                                    |
| Against the Tide                | Alex Bryce                        | Robert Cochran, Cathleen Nesbitt                         | Drama             |                                                    |
| The Angelus                     | Thomas Bentley                    | Anthony Bushell, Nancy O'Neil                            | Crime             |                                                    |
| Aren't Men Beasts!              | Graham Cutts                      | Robertson Hare, Alfred Drayton                           | Comedy            |                                                    |
| Auld Lang Syne                  | James A. Fitzpatrick              | Andrew Cruickshank, Marian Spencer                       | Historical        |                                                    |
| Beauty and the Barge            | Henry Edwards                     | Gordon Harker, Judy Gunn                                 | Comedy            |                                                    |
| Behind Your Back                | Donovan Pedelty                   | Jack Livesey, Dinah Sheridan                             | Drama             |                                                    |
| Big Fella                       | J. Elder Wills                    | Paul Robeson, Elisabeth Welch                            | Musical/drama     |                                                    |
| The Black Tulip                 | Alex Bryce                        | Patrick Waddington, Ann Soreen                           | Historical drama  |                                                    |
| Boys Will Be Girls              | Gilbert Pratt                     | Leslie Fuller, Greta Gynt                                | Comedy            |                                                    |
| Brief Ecstasy                   | Edmond T. Gréville                | Paul Lukas, Hugh Williams                                | Drama             |                                                    |
| Bulldog Drummond at Bay         | Norman Lee                        | John Lodge, Dorothy Mackaill                             | Thriller          |                                                    |
| Cafe Colette                    | Paul L. Stein                     | Paul Cavanagh, Greta Nissen                              | Thriller          |                                                    |
| Calling All Ma's                | Redd Davis                        | Billy Caryll, Hilda Mundy                                | Comedy            |                                                    |
| Calling All Stars               | Herbert Smith                     | Carroll Gibbons, Evelyn Dall                             | Musical           |                                                    |
| Captain's Orders                | Ivar Campbell                     | Henry Edwards, Jane Carr                                 | Drama             |                                                    |
| Carry on London                 | R. A. Hopwood                     | Tom Warden, Stan West                                    | Musical           | [ 1 ]                                              |
| Catch As Catch Can              | Roy Kellino                       | James Mason, Viki Dobson                                 | Crime             |                                                    |
| The Cavalier of the Streets     | Harold French                     | Margaret Vyner, Patrick Barr                             | Comedy            |                                                    |
| Change for a Sovereign          | Maurice Elvey                     | Seymour Hicks, Chili Bouchier                            | Comedy            |                                                    |
| Clothes and the Woman           | Albert de Courville               | Rod La Rocque, Tucker McGuire                            | Romance           |                                                    |
| Command Performance             | Sinclair Hill                     | Arthur Tracy, Lilli Palmer                               | Musical           |                                                    |
| The Compulsory Wife             | Arthur B. Woods                   | Henry Kendall, Joyce Kirby                               | Comedy            |                                                    |
| Concerning Mr. Martin           | Roy Kellino                       | Wilson Barrett, William Devlin                           | Thriller          |                                                    |
| Cotton Queen                    | Bernard Vorhaus                   | Stanley Holloway, Will Fyffe                             | Comedy            |                                                    |
| Cross My Heart                  | Bernard Mainwaring                | Kathleen Gibson, Kenne Duncan                            | Drama             |                                                    |
| Darby and Joan                  | Syd Courtenay                     | Peggy Simpson, Ian Fleming                               | Drama             |                                                    |
| Dark Journey                    | Victor Saville                    | Conrad Veidt, Vivien Leigh                               | War/romance       |                                                    |
| Death Croons the Blues          | David MacDonald                   | Hugh Wakefield, Antoinette Cellier                       | Crime             |                                                    |
| Dinner at the Ritz              | Harold D. Schuster                | Annabella, David Niven                                   | Mystery           |                                                    |
| Doctor Syn                      | Roy William Neill                 | George Arliss, Margaret Lockwood                         | Adventure         |                                                    |
| The Dominant Sex                | Herbert Brenon                    | Phillips Holmes, Diana Churchill                         | Comedy            |                                                    |
| Don't Get Me Wrong              | Arthur B. Woods, Reginald Purdell | Max Miller, Olive Blakeney                               | Comedy            |                                                    |
| Double Alibi                    | David MacDonald                   | Ernest Sefton, John Warwick                              | Crime             |                                                    |
| Double Exposures                | John Paddy Carstairs              | Basil Langton, Julien Mitchell                           | Crime             |                                                    |
| Dreaming Lips                   | Paul Czinner                      | Elisabeth Bergner, Raymond Massey                        | Drama             |                                                    |
| East of Ludgate Hill            | Manning Haynes                    | Hal Gordon, Aubrey Mallalieu                             | Drama             |                                                    |
| The Edge of the World           | Michael Powell                    | John Laurie, Belle Chrystall, Finlay Currie              | Drama             |                                                    |
| The Elder Brother               | Frederick Hayward                 | John Stuart, Marjorie Taylor                             | Drama             |                                                    |
| Elephant Boy                    | Zoltan Korda, Robert J. Flaherty  | Sabu                                                     | Adventure         |                                                    |
| False Evidence                  | Donovan Pedelty                   | Gwenllian Gill, Ralph Michael                            | Crime             |                                                    |
| Farewell Again                  | Tim Whelan                        | Leslie Banks, Flora Robson                               | Drama             |                                                    |
| Farewell to Cinderella          | Maclean Rogers                    | John Robinson, Glennis Lorimer                           | Romance           |                                                    |
| The Fatal Hour                  | George Pearson                    | Edward Rigby, Moore Marriott                             | Drama             |                                                    |
| Father Steps Out                | Maclean Rogers                    | George Carney, Dinah Sheridan                            | Comedy            |                                                    |
| Feather Your Nest               | William Beaudine                  | George Formby, Polly Ward                                | Comedy            |                                                    |
| Fifty-Shilling Boxer            | Maclean Rogers                    | Bruce Seton, Nancy O'Neil                                | Sport             |                                                    |
| Fine Feathers                   | Leslie S. Hiscott                 | Donald Steward, Francis L. Sullivan                      | Musical           |                                                    |
| Fire Over England               | William K. Howard                 | Laurence Olivier, Vivien Leigh, Raymond Massey           | Drama             |                                                    |
| First Night                     | Donovan Pedelty                   | Jack Livesey, Sunday Wilshin                             | Drama             |                                                    |
| The Five Pound Man              | Albert Parker                     | Judy Gunn, Edwin Styles                                  | Comedy/crime      |                                                    |
| For Valour                      | Tom Walls                         | Tom Walls, Ralph Lynn                                    | Comedy            |                                                    |
| French Leave                    | Norman Lee                        | Betty Lynne, Edmund Breon                                | Comedy            |                                                    |
| The Frog                        | Jack Raymond                      | Noah Beery, Jack Hawkins                                 | Thriller          |                                                    |
| The Gang Show                   | Alfred J. Goulding                | Ralph Reader, Gina Malo                                  | Musical           |                                                    |
| Gangway                         | Sonnie Hale                       | Jessie Matthews, Barry MacKay                            | Musical           |                                                    |
| The Girl in the Taxi            | André Berthomieu                  | Frances Day, Henri Garat                                 | Musical           |                                                    |
| Glamorous Night                 | Brian Desmond Hurst               | Mary Ellis, Otto Kruger                                  | Drama             |                                                    |
| Good Morning, Boys              | Marcel Varnel                     | Will Hay, Martita Hunt                                   | Comedy            |                                                    |
| The Great Barrier               | Milton Rosmer, Geoffrey Barkas    | Richard Arlen, Lilli Palmer                              | Historical        |                                                    |
| The Green Cockatoo              | William Cameron Menzies           | John Mills, René Ray, Charles Oliver                     | Crime             |                                                    |
| Gypsy                           | Roy William Neill                 | Roland Young, Chili Bouchier                             | Drama             |                                                    |
| Head over Heels                 | Sonnie Hale                       | Jessie Matthews, Robert Flemyng                          | Musical           |                                                    |
| The High Command                | Thorold Dickinson                 | Lionel Atwill, Lucie Mannheim, James Mason               | Drama             |                                                    |
| Holiday's End                   | John Paddy Carstairs              | Rosalyn Boulter, Wally Patch                             | Mystery           |                                                    |
| I, Claudius                     | Josef von Sternberg               | Charles Laughton, Emlyn Williams, Merle Oberon           | Drama             | An uncompleted adaptation of Robert Graves's novel |
| Intimate Relations              | Clayton Hutton                    | June Clyde, Garry Marsh                                  | Comedy            |                                                    |
| It's a Grand Old World          | Herbert Smith                     | Gina Malo, Sandy Powell                                  | Drama/comedy      |                                                    |
| It's Never Too Late to Mend     | David MacDonald                   | Tod Slaughter, Jack Livesey                              | Melodrama         |                                                    |
| It's Not Cricket                | Ralph Ince                        | Claude Hulbert, Henry Kendall                            | Comedy            |                                                    |
| Jennifer Hale                   | Bernard Mainwaring                | René Ray, Ballard Berkeley                               | Crime             |                                                    |
| Jericho                         | Thornton Freeland                 | Paul Robeson, Henry Wilcoxon, Wallace Ford               | Adventure         |                                                    |
| Jump for Glory                  | Raoul Walsh                       | Douglas Fairbanks Jr., Valerie Hobson                    | Comedy/drama      |                                                    |
| Kathleen Mavourneen             | Norman Lee                        | Sally O'Neil, Tom Burke                                  | Musical           |                                                    |
| Keep Fit                        | Anthony Kimmins                   | George Formby, Kay Walsh                                 | Comedy            |                                                    |
| King Solomon's Mines            | Robert Stevenson, Geoffrey Barkas | Cedric Hardwicke, Anna Lee, Paul Robeson                 | Adventure/romance | Based on novel by H. Rider Haggard                 |
| Knight Without Armour           | Jacques Feyder                    | Marlene Dietrich, Robert Donat, Irene Vanbrugh           | Drama             |                                                    |
| Knights for a Day               | Norman Lee                        | Nelson Keys, John Garrick                                | Comedy            |                                                    |
| Lancashire Luck                 | Henry Cass                        | George Carney, Wendy Hiller, Nigel Stock                 | Comedy            |                                                    |
| Landslide                       | Donovan Pedelty                   | Jimmy Hanley, Dinah Sheridan                             | Drama             |                                                    |
| The Last Adventurers            | Roy Kellino                       | Niall MacGinnis, Roy Emerton                             | Drama             |                                                    |
| The Last Chance                 | Thomas Bentley                    | Frank Leighton, Judy Kelly                               | Drama             |                                                    |
| The Last Curtain                | David MacDonald                   | Campbell Gullan, Kenne Duncan                            | Crime             |                                                    |
| The Last Rose of Summer         | James A. FitzPatrick              | John Garrick, Cecil Ramage                               | Musical           | [ 2 ]                                              |
| Leave It to Me                  | Herbert Smith                     | Sandy Powell, Iris March                                 | Comedy            | [ 3 ]                                              |
| Let's Make a Night of It        | Graham Cutts                      | Charles "Buddy" Rogers, June Clyde                       | Comedy            |                                                    |
| The Lilac Domino                | Frederic Zelnik                   | Michael Bartlett, June Knight                            | Musical           |                                                    |
| Little Miss Somebody            | Walter Tennyson                   | Binkie Stuart, Kathleen Kelly                            | Drama             | [ 4 ]                                              |
| The Live Wire                   | Herbert Brenon                    | Felix Aylmer, Jean Gillie                                | Comedy            | [ 5 ]                                              |
| London Melody                   | Herbert Wilcox                    | Anna Neagle, Tullio Carminati                            | Musical           |                                                    |
| Love from a Stranger            | Rowland V. Lee                    | Ann Harding, Basil Rathbone                              | Thriller          |                                                    |
| Lucky Jade                      | Walter Summers                    | Betty Ann Davies, John Warwick                           | Comedy/crime      |                                                    |
| Macushla                        | Alex Bryce                        | Liam Gaffney, Max Adrian                                 | Drama             |                                                    |
| Make-Up                         | Alfred Zeisler                    | Nils Asther, June Clyde                                  | Drama             |                                                    |
| The Man Who Made Diamonds       | Ralph Ince                        | Noel Madison, James Stephenson                           | Crime             |                                                    |
| Mayfair Melody                  | Arthur B. Woods                   | Keith Falkner, Chili Bouchier                            | Musical           |                                                    |
| Melody and Romance              | Maurice Elvey                     | Hughie Green, Margaret Lockwood                          | Comedy            |                                                    |
| Member of the Jury              | Bernard Mainwaring                | Ellis Irving, Marjorie Hume                              | Crime             |                                                    |
| Merry Comes to Town             | George King                       | Zasu Pitts, Guy Newall                                   | Comedy            |                                                    |
| Midnight Menace                 | Sinclair Hill                     | Charles Farrell, Margaret Vyner                          | Thriller          |                                                    |
| Millions                        | Leslie S. Hiscott                 | Gordon Harker, Frank Pettingell                          | Comedy            |                                                    |
| The Minstrel Boy                | Sidney Morgan                     | Fred Conyngham, Chili Bouchier                           | Musical           |                                                    |
| Missing, Believed Married       | John Paddy Carstairs              | Wally Patch, Julian Vedey                                | Comedy            |                                                    |
| Moonlight Sonata                | Lothar Mendes                     | Ignacy Jan Paderewski, Charles Farrell                   | Drama             |                                                    |
| Mr. Smith Carries On            | Lister Laurance                   | Edward Rigby, Julien Mitchell                            | Crime             |                                                    |
| Museum Mystery                  | Clifford Gulliver                 | Elizabeth Inglis, Gerald Case                            | Crime             |                                                    |
| The Mutiny of the Elsinore      | Roy Lockwood                      | Lyn Harding, Jiro Soneya                                 | Action            |                                                    |
| Night Ride                      | John Paddy Carstairs              | Wally Patch, Jimmy Hanley                                | Drama             |                                                    |
| Non-Stop New York               | Robert Stevenson                  | John Loder, Anna Lee                                     | Crime             |                                                    |
| O.H.M.S.                        | Raoul Walsh                       | Wallace Ford, John Mills, Anna Lee                       | Action/comedy     |                                                    |
| O-Kay for Sound                 | Marcel Varnel                     | The Crazy Gang                                           | Comedy            |                                                    |
| Oh, Mr Porter!                  | Marcel Varnel                     | Will Hay, Graham Moffatt, Moore Marriott                 | Comedy            |                                                    |
| Old Mother Riley                | Oswald Mitchell                   | Arthur Lucan, Kitty McShane                              | Comedy            |                                                    |
| Our Fighting Navy               | Norman Walker                     | Robert Douglas, Richard Cromwell                         | Action            |                                                    |
| Paradise for Two                | Thornton Freeland                 | Jack Hulbert, Patricia Ellis, Googie Withers             | Comedy            |                                                    |
| Passenger to London             | Lawrence Huntington               | John Warwick, Jenny Laird                                | Thriller          |                                                    |
| Patricia Gets Her Man           | Reginald Purdell                  | Hans Söhnker, Lesley Brook                               | Comedy            |                                                    |
| Pearls Bring Tears              | Manning Haynes                    | John Stuart, Dorothy Boyd                                | Comedy            |                                                    |
| The Penny Pool                  | George Black                      | Douglas Wakefield, Gabrielle Brune                       | Comedy            |                                                    |
| The Perfect Crime               | Ralph Ince                        | Ralph Ince, Hugh Williams                                | Crime             |                                                    |
| Please Teacher                  | Stafford Dickens                  | Bobby Howes, René Ray                                    | Comedy            |                                                    |
| The Price of Folly              | Walter Summers                    | Leonora Corbett, Colin Keith-Johnston, Judy Kelly        | Drama             |                                                    |
| Racing Romance                  | Maclean Rogers                    | Bruce Seton, Marjorie Taylor                             | Comedy            | [ 6 ]                                              |
| The Rat                         | Thomas Bentley                    | Anton Walbrook, Ruth Chatterton                          | Drama             |                                                    |
| Return of the Scarlet Pimpernel | Hanns Schwarz                     | Barry K. Barnes, James Mason                             | Thriller          |                                                    |
| Return of a Stranger            | Victor Hanbury                    | Griffith Jones, Rosalyn Boulter, Athole Stewart          | Drama             |                                                    |
| The Reverse Be My Lot           | Raymond Stross                    | Ian Fleming, Marjorie Corbett                            | Drama             |                                                    |
| Rhythm Racketeer                | James Seymour                     | Harry Roy, Princess Pearl                                | Musical           |                                                    |
| Riding High                     | David MacDonald                   | Claude Dampier, John Garrick                             | Comedy            |                                                    |
| The Robber Symphony             | Friedrich Feher                   | Françoise Rosay, Magda Sonja                             | Musical           |                                                    |
| A Romance in Flanders           | Maurice Elvey                     | Paul Cavanagh, Marcelle Chantal                          | Drama             |                                                    |
| Rose of Tralee                  | Oswald Mitchell                   | Binkie Stuart, Kathleen O'Regan                          | Musical           |                                                    |
| Said O'Reilly to McNab          | William Beaudine                  | Will Mahoney, Will Fyffe                                 | Comedy            |                                                    |
| Sam Small Leaves Town           | Alfred J. Goulding                | Stanley Holloway, June Clyde                             | Comedy            |                                                    |
| Saturday Night Revue            | Norman Lee                        | Billy Milton, Sally Gray                                 | Musical           |                                                    |
| School for Husbands             | Andrew Marton                     | Rex Harrison, Diana Churchill                            | Comedy            |                                                    |
| The Schooner Gang               | W. Devenport Hackney              | Vesta Victoria, Billy Percy                              | Crime             |                                                    |
| Secret Lives                    | Edmond T. Gréville                | Brigitte Horney, Neil Hamilton                           | Drama             |                                                    |
| The Show Goes On                | Basil Dean                        | Gracie Fields, Owen Nares                                | Musical/comedy    |                                                    |
| Side Street Angel               | Ralph Ince                        | Hugh Williams, Lesley Brook                              | Comedy            |                                                    |
| Silver Blaze                    | Thomas Bentley                    | Arthur Wontner, Ian Fleming                              | Mystery           |                                                    |
| Sing as You Swing               | Redd Davis                        | Evelyn Dall, Claude Dampier                              | Musical           | [ 7 ]                                              |
| Smash and Grab                  | Tim Whelan                        | Jack Buchanan, Elsie Randolph                            | Comedy/crime      |                                                    |
| Song in Soho                    | Reginald Hopwood                  | Paddy Browne, Gus Chevalier                              | Musical           |                                                    |
| Song of the Forge               | Henry Edwards                     | Stanley Holloway, Lawrence Grossmith                     | Musical           |                                                    |
| The Song of the Road            | John Baxter                       | Bransby Williams, Muriel George                          | Drama             |                                                    |
| Splinters in the Air            | Alfred J. Goulding                | Sydney Howard, Richard Hearne                            | Comedy            |                                                    |
| Spring Handicap                 | Herbert Brenon                    | Will Fyffe, Maire O'Neill                                | Comedy            |                                                    |
| The Squeaker                    | William K. Howard                 | Edmund Lowe, Sebastian Shaw, Ann Todd                    | Crime             |                                                    |
| Storm in a Teacup               | Ian Dalrymple, Victor Saville     | Vivien Leigh, Rex Harrison, Cecil Parker                 | Comedy            |                                                    |
| Strange Adventures of Mr. Smith | Maclean Rogers                    | Gus McNaughton, Norma Varden                             | Comedy            |                                                    |
| Strange Experiment              | Albert Parker                     | Donald Gray, Mary Newcomb                                | Drama             |                                                    |
| The Street Singer               | Jean de Marguenat                 | Margaret Lockwood, Arthur Tracy                          | Musical           |                                                    |
| Sunset in Vienna                | Norman Walker                     | Tullio Carminati, Lilli Palmer                           | Musical           |                                                    |
| Talking Feet                    | John Baxter                       | Hazel Ascot, Jack Barty, Davy Burnaby, Enid Stamp Taylor | Musical           |                                                    |
| Take a Chance                   | Sinclair Hill                     | Claude Hulbert, Binnie Hale                              | Comedy            |                                                    |
| Take It from Me                 | William Beaudine                  | Max Miller, Betty Lynne                                  | Comedy            |                                                    |
| Take My Tip                     | Herbert Mason                     | Jack Hulbert, Cicely Courtneidge                         | Musical comedy    |                                                    |
| Television Talent               | Robert Edmunds                    | Hal Walters, Polly Ward                                  | Comedy            |                                                    |
| There Was a Young Man           | Albert Parker                     | Oliver Wakefield, Nancy O'Neil                           | Comedy            |                                                    |
| Thunder in the City             | Marion Gering                     | Edward G. Robinson, Nigel Bruce                          | Drama             |                                                    |
| The Ticket of Leave Man         | George King                       | Tod Slaughter, Marjorie Taylor                           | Thriller          |                                                    |
| Twin Faces                      | Lawrence Huntington               | Anthony Ireland, Frank Birch                             | Crime             |                                                    |
| Under a Cloud                   | George King                       | Betty Ann Davies, Edward Rigby                           | Drama             |                                                    |
| Under the Red Robe              | Victor Sjostrom                   | Conrad Veidt, Raymond Massey, Annabella                  | Drama/adventure   |                                                    |
| Under Secret Orders             | Edmond T. Gréville                | Dita Parlo, John Loder                                   | Thriller          |                                                    |
| Underneath the Arches           | Redd Davis                        | Bud Flanagan, Chesney Allen                              | Comedy            |                                                    |
| The Vicar of Bray               | Henry Edwards                     | Stanley Holloway, Hugh Miller                            | Historical drama  |                                                    |
| Victoria the Great              | Herbert Wilcox                    | Anna Neagle, Anton Walbrook                              | Biopic            |                                                    |
| The Vulture                     | Ralph Ince                        | Claude Hulbert, Lesley Brook                             | Comedy            |                                                    |
| Wake Up Famous                  | Gene Gerrard                      | Gene Gerrard, Nelson Keys                                | Comedy            |                                                    |
| Wanted!                         | George King                       | ZaSu Pitts, Claude Dampier                               | Comedy            |                                                    |
| When the Devil Was Well         | Maclean Rogers                    | Jack Hobbs, Eve Gray                                     | Drama             | [ 8 ]                                              |
| Who Killed John Savage?         | Maurice Elvey                     | Nicholas Hannen, Kathleen Kelly                          | Crime             |                                                    |
| Who's Your Lady Friend?         | Carol Reed                        | Frances Day, Vic Oliver                                  | Comedy            |                                                    |
| Why Pick on Me?                 | Maclean Rogers                    | Wylie Watson, Jack Hobbs                                 | Comedy            |                                                    |
| The Wife of General Ling        | Ladislao Vajda                    | Griffith Jones, Valéry Inkijinoff                        | Drama             |                                                    |
| The Windmill                    | Arthur B. Woods                   | Hugh Williams, Henry Mollison                            | Drama             |                                                    |
| Windmill Revels                 | Reginald Hopwood                  | Ivor Beddoes, Paddy Browne                               | Musical           | [ 9 ]                                              |
| Wings of the Morning            | Harold D. Schuster                | Annabella, Henry Fonda                                   | Drama             | First technicolour film shot in the British Isles  |
| Wise Guys                       | Harry Langdon                     | Charlie Naughton, Jimmy Gold                             | Comedy            | [ 10 ]                                             |
| You Live and Learn              | Arthur B. Woods                   | Glenda Farrell, Claude Hulbert                           | Comedy            |                                                    |
| Young and Innocent              | Alfred Hitchcock                  | Nova Pilbeam, Derrick De Marney                          | Mystery           |                                                    |